# Amistad mortal
Amistad mortal (título original: Fatal Friendship) es un telefilme estadounidense de drama y crimen de 1991, dirigido por Bradford May, escrito por William Driskill, musicalizado por Arthur B. Rubinstein, los protagonistas son Larry Carroll, Michael Paul Chan, Wanda De Jesus y Kevin Dobson, entre otros. Este largometraje fue producido por Artgo Productions y Papazian-Hirsch Entertainment International; se estrenó el 1 de diciembre de 1991.

## Sinopsis
Un hombre se asombra al darse cuenta de que su mejor amigo es un homicida a sueldo. Este descubrimiento paraliza su relación; ahora está tratando de atrapar a su amigo en el momento que cometa un crimen.